# Drawing Restraint 9
Drawing Restraint 9 es un álbum escrito por la cantante islandesa Björk para la película homónima de 2005. Se compone de once temas; cinco instrumentales, dos en lengua nativa, uno de juegos vocales y tres interpretados por la misma Björk y Will Oldham.
De sonidos básicamente japoneses, Drawing Restraint 9 es un punto aparte con respecto a su discografía, pues indaga en estilos no incluidos en sus producciones anteriores.

## Historia y grabación
Mientras que en Selmasongs Björk se ve encerrada en el personaje y en el carácter de musical de la película Dancer in the Dark, en esta banda sonora —no olvidar que también acompaña un largometraje— la composición responde al «mundo polivalente del trabajo de Barney» donde solo se intuye una «narración abstracta,» otorgándole el sitio oficial de la cantante una «cualidad líquida».
Este trabajo da a la artista una «oportunidad única» para realizar una mezcla de instrumentos que de otra manera sería imposible hacer: estudios para instrumentos únicos de harpa, clavecín, y celeste, grandes orquestas dirigidas para trompeta, trombón, y oboe, bajos eléctricos, coros de niños, calderas de ruido en ebullición, y, atravesándolo todo, su singular, elemental voz.
«Copiando» el estilo a cappella de su anterior trabajo Medúlla, Björk intenta que suene su voz como «un instrumento» y como «una flexible fuente de textura, escuchada en susurros con el micrófono cerca de la boca» de una forma poco usual, «grabaciones lo-fi de dictáfono, y en aullidos salvajemente distorsionados», a la vez que intenta evitar una forma de composición ya familiar desde sus primeros discos en solitario.
La única excepción es Gratitude la primera canción del álbum, en la que Will Oldham canta en inglés un escrito que deja un ciudadano japonés al General MacArthur agradeciéndole por haber permitido cazar ballenas cerca de la costa; el texto es adaptado por Mattew Barney y la música la compone Björk para harpa, interpretada por Zeena Perkins. A la vez que permite entrever la cultura de la pesca de ballenas deja ver también «la historia y política del texto fuente.»
Primero, Björk orienta su música hacia formas tradicionales del Japón y en lugar de hacer una simple fusión que pueda caer en clichés techno, la cantante crea una obra para ser interpretada por un instrumento mítico como es el sho —interpretado por Mayumi Miyata— que refleja una densa armonía. El sho es un instrumento por el cual a través del bloqueo de ciertas piezas puede darse lugar a nuevas notas, es por esto que es un símbolo entre la «resistencia» (restraint) y la creatividad.
También introduce a profesionales del teatro Noh que entonan un poema ayudado de percusión de madera, tonos de lamento cuyo resultado es «un poderoso sentimiento musical».
Como contrapunto a la tradicionalidad Björk sigue colaborando con sus ya conocidos especialistas en música electrónica Mark Bell, Valgeir Sigursson, y Leila; en «Petrolarum» se presenta un bajo electrónico hecho por Björk basado en un baile tradicional del país oriental, en «Bath» se unen la voz de la cantante con las texturas de Akira Rabelais y en «Storm» Leila introduce un coro hecho por la artista en un «terrorífico procedimiento distorsionado» que asemejan a un cortocircuito.
Björk es capaz de renovar la cultura japonesa, «forjando una poética de la traducción que es inteligente y nueva», «capturándola probando sus propios recursos».

## Lista de temas
Todas las canciones escritas y compuestas por Björk, salvo indicadas. 
| Drawing Restrain 9 |                          |                       |          |  |
| N.º                | Título                   | Escritor(es)          | Duración |  |
| 1.                 | «Gratitude»              | Barney, Björk         | 4:59     |  |
| 2.                 | «Pearl»                  |                       | 3:43     |  |
| 3.                 | «Ambergris March»        |                       | 3:57     |  |
| 4.                 | «Bath»                   | Björk, Akira Rabelais | 5:07     |  |
| 5.                 | «Hunter Vessel»          |                       | 6:36     |  |
| 6.                 | «Shimenawa»              |                       | 2:48     |  |
| 7.                 | «Vessel Shimenawa»       |                       | 1:54     |  |
| 8.                 | «Storm»                  | Björk, Leila          | 5:32     |  |
| 9.                 | «Holographic Entrypoint» | Barney                | 9:57     |  |
| 10.                | «Cetacea»                | Barney, Björk         | 3:13     |  |
| 11.                | «Antarctic Return»       |                       | 4:18     |  |

Contiene como la canción número dos la siguiente, siguiendo a partir de la tres la que es la dos en el CD normal.

Todas las canciones escritas y compuestas por Björk. 
| DR9 dual disc version |              |          |  |
| N.º                   | Título       | Duración |  |
| 2.                    | «Petrolarum» | 6:10     |  |

## Personal
- Luis Kako Álvarez – design assistant
- Yuji Arai – coordination, session coordinator
- Matthew Barney – director, producer, writer, design, direction, filmmaker
- Scott Bartucca – oboe
- Mark Bell – producer, beat programming
- David Bobroff – contrabass trombone
- James Button – oboe
- Bruce Eidem – trombone
- Emil Friðfinnsson – horn
- Christopher Gaudi – oboe
- Barbara Gladstone – producer
- Kathy Halvorson – oboe
- Shinichi Ishikawa – liner notes
- Clarice Jensen – assistant, project coordinator
- Mai Kamio – chorus
- Alisa Kikuchi – chorus
- Alexandra Knoll – oboe
- Winnie Lai – oboe
- Dan "D Unit" Levine – trombone
- Dan Levine – trombone
- Eleanor Miceli – chorus
- Taro Miceli – chorus
- Mayumi Miyata – sho
- Umeda Miyuki – assistant engineer
- Tony Morgan – design
- Nico Muhly – conductor, keyboards, preparation, score preparation
- Shiro Nomura – vocals
- Shonosuke Okura – percussion, chant
- Will Oldham – vocals
- Guðrún Óskarsdóttir – harpsichord
- Eiríkur Örn Pálsson – trumpet
- Zeena Parkins – harp
- Dean Plank – trombone
- Sigurður S. Porbergsson – trombone
- Sturla Pórisson – assistant engineer
- Akira Rabelais – piano treatments
- Matt Ryle – production design
- Einar St. Jónsson – trumpet
- Christopher Seguine – post production supervisor, post producer
- Jónas Sen – celeste
- Shogo Senda – chorus
- Raku Shigematsu – chorus
- Valgeir Sigurðsson – keyboards, programming, producer, engineer, mixing, beat programming
- Samuel Solomon – percussion, glockenspiel, crotale
- Peter Strietmann – photography, photography director
- Henry Takizawa – chorus
- Merrill Takizawa – chorus
- Takahiro Uchida – engineer
- Kuniyoshi Ueda – arranger, translation
- Paul P Dub Walton – mixing
- Chris Washburn – trombone
- Tommy Webster – assistant engineer
- Chris Winget – photography